# Martino Beltrani Scalia
Martino Beltrani Scalia (Palermo, 22 febbraio 1829 – Palermo, 11 febbraio 1909) è stato un magistrato, politico ed esperto di carceri italiano.

## Biografia
Nel 1846 si iscrisse alla facoltà di giurisprudenza dell'Università di Palermo. Interruppe gli studi per prendere parte alla rivoluzione del 1848; dopo la restaurazione borbonica passò lungo tempo in esilio, vivendo a Malta, poi a Marsiglia, a Parigi, a Londra e ancora a Parigi, dove mantenne contatti con gli ambienti socialisti.
Sposò Marianna Pisani, figlia del barone Casimiro.
Dopo aver ottenuto l'amnistia, ritornò a Palermo, da dove mantenne una corrispondenza segreta con gli esuli siciliani.
Fu arrestato nel 1860 prima dell'arrivo di Garibaldi e liberato dallo stesso generale dopo l'ingresso a Palermo.
Fondò il giornale Il Plebiscito, una pubblicazione che ebbe breve durata e che aveva come scopo l'annessione della Sicilia all'Italia «una e indivisibile».
Nel 1862 entrò nella pubblica amministrazione e nel 1864 ebbe l'incarico di ispettore generale delle carceri.
Nel settembre del 1866 sostenne il sindaco Antonio Starabba di Rudinì nella repressione della Rivolta del sette e mezzo e fu decorato con una medaglia d'argento.
Riconosciuto come uno dei maggiore esperti di problemi carcerari (la sua fama gli varrà anche la laurea in giurisprudenza conseguita nel 1875), partecipò a congressi in Italia e all'estero (Congresso di Londra del 1872, di Stoccolma nel 1878, di San Pietroburgo nel 1890).
Fu sostenitore del metodo auburniano, che consisteva nella libertà diurna e nella detenzione notturna, per la punizione di reati comuni, mentre per le pene più lunghe propose l'applicazione del metodo progressivo irlandese, secondo cui il carcerato è sottoposto a restrizioni meno severe via via che si ravvede. Fu estimatore dell'opera di Giulia Falletti di Barolo a favore dei detenuti di Torino.
Nel 1871 fondò la Rivista di discipline carcerarie in relazione con l'antropologia, col diritto penale, con la statistica.
Fece parte della Commissione per la riforma del codice penale. Nel 1876 fu nominato direttore generale delle carceri e incaricato da Francesco Crispi di redigere un progetto di riforma penitenziaria, che non fu messo in atto per la caduta del governo. Nel 1879 poté aprire ad Aversa il primo manicomio criminale. Nonostante i suoi progetti di riforma, non riuscì ad eliminare i crudeli metodi tradizionali di punizione e una burocrazia carceraria centralistica. Nel 1886 divenne consigliere di Stato e nel 1896 senatore del Regno.

## Opere
Lasciò numerosi scritti sulla riforma delle carceri, fra cui il più noto è:
- Sul governo e sulla riforma delle carceri in Italia, 1867

Negli ultimi anni si dedicò a ricerche storiche:
- Memorie storiche della rivoluzione di Sicilia del 1848 - 1849, 2 voll., 1933 (opera postuma)